# Chi Che Wang

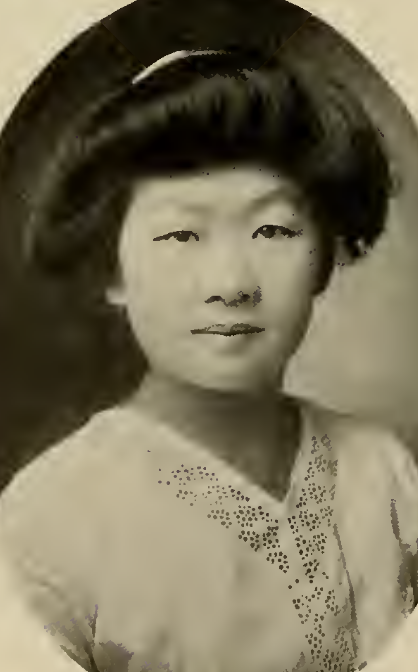
Chi Che Wang, 1914

Chi Che Wang, auch Wang Chi-Lian (Chinesisch: 王季茝; * 3. Oktober 1894 in Suzhou; † 10. Oktober 1979 in Topeka), war eine chinesischstämmige Biochemikerin und Hochschullehrerin. Sie ist eine der ersten chinesischen Frauen, die in den Vereinigten Staaten von Amerika studierten und die erste dokumentierte Chinesin, die an einer US-amerikanischen Hochschule lehrte. Der Schwerpunkt ihrer Forschung lag auf dem kindlichen Stoffwechsel. Für ihre bahnbrechende Arbeit wurde sie 1922 in die American Association for the Advancement of Science aufgenommen und 1947 im Zuge des Magnuson Act eingebürgert. Nach ihr ist der Chi Che Wang Park in Chicago benannt.

## Leben

### Jugend und Ausbildung
Wang Chi Che war die zweite von fünf Töchtern des Paares Wang Song Wei (王颂蔚), einem Gelehrten der Qing-Dynastie und Wang Xie Changda (chinesisch: 王謝長達), einer Sozialreformerin und Frauenrechtlerin. Sie setzte sich für das Verbot des Füßebindens ein und gründete die Tsunghua-Schule für Mädchen. Neben ihren Töchtern hatte das Paar noch vier überlebende Söhne. Zunächst besuchte Wang Missionsschulen, darunter die Laura Haygood Memorial School in Suzhou. Für zwei Jahre ging sie in Kyoto in Japan zur Schule.
Als das Wellesley College in den Vereinigten Staaten Stipendien für chinesische Mädchen ausschrieb, bewarben sich insgesamt fünfzig Interessentinnen, darunter die dreizehnjährige Wang. Sie wurde gemeinsam mit drei weiteren Bewerberinnen ausgewählt und gehörte somit zu den ersten chinesischen Studentinnen, die im Sommer 1907 nach Amerika geschickt wurden. Zur Vorbereitung ihres Studiums am Wellesley College besuchte Wang nach ihrer Ankunft für drei Jahre die Walnut Hill School in Natick. Da die amerikanische Presse an den chinesischen Studentinnen interessiert war, wurden hin und wieder Artikel über Wang veröffentlicht, u. a. dass sie als erste Chinesin einer Sorority beigetreten war, der Tau Zeta Epsilon Society am Wellesley College. Entsprechend der westlichen Namenskonventionen wurde in diesen Artikeln ihr Vorname an erster und ihr Nachname an zweiter Stelle genannt, weshalb sie in der westlichen Welt unter dem Namen Chi Che Wang bekannt wurde.
Wang wurde eine der Vorsitzenden von chinesischen Studentenorganisationen in Wellesley, freundete sich aber auch mit amerikanischen Studentinnen an. Zu ihren chinesischen Kommilitoninnen gehörte u. a. Song Meiling, die spätere Ehefrau des chinesischen Generalissimus Chiang Kai-shek. 1914 schloss Wang mit dem Erwerb des Bachelors ihr Studium erfolgreich ab und erwarb zwei Jahre später den Master in Chemie an der University of Chicago. Während ihres Masterstudiums gründete Wang 1915 den Chicago Chinese Women’s Club, der bis in die 1960er hinein bestehen sollte. Im Gegensatz zu vielen Kommilitoninnen, darunter ihre jüngere Schwester Wang Chi Nyok, entschied sie sich nach dem Abschluss ihrer Ausbildung gegen eine Rückkehr nach China und blieb stattdessen in den Vereinigten Staaten.

### Karriere
1918 erwarb Chi Che Wang an der University of Chicago den Doktortitel mit der Dissertation Chemistry of Chinese Preserved Eggs and Chinese Edible Birds’ Nests (deutsch: Chemie von chinesischen haltbaren Eiern und chinesischen essbaren Vogelnestern). Bis 1920 arbeitete sie als Assistentin im Bereich Ernährung und Lebensmittelchemie und war somit die erste Chinesin, die an der Fakultät einer amerikanischen Hochschule arbeitete und lehrte. 1920 wurde Wang zum Vorstand der Chemiefakultät des Michael Reese Hospital ernannt, wo sie für klinische Studien verantwortlich war und hatte diesen Posten für zehn Jahre inne. 1928 nahm sie am Woman’s World’s Fair in Chicago teil.
Ab 1931 erforschte Wang an der University of Cincinnati und dem Children’s Hospital Cincinnati den kindlichen Stoffwechsel. Dazu führte sie beispielsweise Studien anhand von Kindern chinesischer Einwanderer in den Vereinigten Staaten durch. Ein Schwerpunkt war die chemische Zusammensetzung von Nahrungsmitteln und Körperflüssigkeiten und wie beides sich auf den Stoffwechsel von unterernährten bzw. adipösen Kindern und Erwachsenen auswirkte. Ihre Ergebnisse veröffentlichte sie in Fachzeitschriften und Journalen, darunter das JAMA Internal Medicine, das Journal of Biological Chemistry und das JAMA Pediatrics.
1940 kehrte Wang nach Chicago zurück und arbeitete für drei Jahre an der Northwestern Yeast Company als Forschungschemikerin. In dieser Zeit veranstaltete sie einen von der Regierung geförderten Lehrgang zur Nahrungsmittelanalyse am Illinois Institute of Technology. Auch in den folgenden Jahren blieb sie in der Forschung tätig. Von 1943 bis 1946 arbeitete sie als Assistant Professor in der Northwestern University Medical School und erforschte am Children’s Memorial Hospital Nephrose bei Kindern. Anschließend übernahm Wang für ein Jahr eine Forschungsstelle in der Mayo Clinic in Rochester. Während dieser Zeit erhielt sie 1947 schließlich die Staatsbürgerschaft der Vereinigten Staaten. Anschließend folgte eine Anstellung im Veteran’s Hospital in Hines, Illinois, wo Wang von 1947 bis 1954 als Biochemikerin das Stoffwechsellabor leitete.

### Letzte Jahre
Im Jahr 1954 zog Chi Che Wang nach Topeka, wo sie als Biochemikerin im Veteran’s Hospital arbeitete. Hier untersuchte sie den Stoffwechsel von psychiatrischen Patienten und die Wirkung von oral verabreichten Detergentien auf Blutlipide. 1961 ging sie schließlich in den Ruhestand und starb 1979.
2004 wurde der Chi Che Wang Park in Chicago nach ihr benannt. Er befindet sich kaum zwei Meilen entfernt vom Children’s Memorial Hospital, Wangs ehemaliger Wirkungsstätte.

## Mitgliedschaften (Auswahl)
- Fellow der American Association for the Advancement of Science
- Society for Research in Child Development
- American Society of Biological Chemists
- American Chemical Society
- American Association of Clinical Chemicals
- Sigma Xi
- Sigma Delta Epsilon

Während ihres Studiums war Chi Che Wang zudem Mitglied der Phi Beta Kappa.

## Veröffentlichungen (Auswahl)
- 1916 (mit Katharine Blunt): Chinese Preserved Eggs; Pidan
- 1921: The Isolation and the Nature of the Amino Sugar of Chinese Edible Birds' Nests
- 1924 (mit David B. Witt und Augusta R. Felcher): A Comparison of the Metabolism of Some Mineral Constituents of Cow's Milk and of Breast Milk in the Same Infant; (mit Solomon Strouse und M. Dye) Studies on the Metabolism of Obesity, II. Basal Metabolism
- 1926 (mit Ruth Kern und Margaret Frank): Metabolism of Undernourished Children III. Urinary Nitrogen with Special Reference to Creatinine
- 1928 (mit Jean E. Hawks und Mildred Kaucher): Metabolism of Undernourished Children VII. Effect of High and Low Protein Diets on the Nitrogen and Caloric Balance of Undernourished Children
- 1930 (mit Ruth Kern und Mildred Kaucher): Minimum Requirement of Calcium and Phosphorus in Children
- 1932: Basal Metabolism of Twenty-One Chinese Children Reared or Born and Reared in the United States
- 1935: Improvements in the methods for calcium determination in biological material
- 1936 (mit Ida Genther und Corinne Hogden): Metabolism of Adolescent Girls, III. The Excretion of Creatinine and Creatine
- 1939: Basal Metabolism and Preformed and Total Creatinine in Urine of Seventy Children
- 1956 (mit D. W. Hammersley, A. W. McMahon, I. Appelhanz): Metabolism of Certain Types of Psychiatric Patients
- 1957 (mit Samuel Zelman): Effect on Blood Lipids of Orally Administered Detergents